# リトアニア調査研究センター
リトアニア調査研究センター（英語: Lithuanian Research and Studies Center、リトアニア語: Lituanistikos tyrimo ir studijų centras、略称: LTSC）は、アメリカ合衆国イリノイ州ルモントにある非営利の学術研究機関。リトアニアの遺産、資料、その他の文化財などを収集、保存する。このセンターは、リトアニア国外にあるリトアニア研究に関する研究機関・アーカイヴの中でも最大である 。特にリトアニアに関する資料を集める世界リトアニア人アーカイヴ（Pasaulio lietuvių archyvas、略称: PLA）は、LTSCの中でも最も重要な機関となっている。現在のセンター長は、ロバート・A・ヴィタス。
1982年、シカゴ南部にあるリトアニア人青少年センター（英語: Lithuanian Youth Center、リトアニア語: Lietuvių Jaunimo Centras）とその他リトアニア人諸団体を統合して設立された。
リトアニア系アメリカ人コミュニティの寄付によって運営されている。
これまで50点を超える学術書をリトアニア語や英語で出版した。

## 人物

### 歴代センター長
- 1982–1988年 - トーマス・レメイキス (Thomas Remeikis)
- 1988–1998年 - アドルファス・ダムシス (Adolfas Damušis)
- 1998–2001年 - カジース・アンブロザイティス (Kazys Ambrozaitis)
- 2001–2010年 - ヴィータウタス・ビエリャウスカス (Vytautas Bieliauskas)
- 2010年– - ロバート・A・ヴィタス (Robert A. Vitas)

### 歴代会長
- 1982–2009年 - ジョン・ラチカウスカス (John Račkauskas)
- 2009–2018年 - アウグスティナス・イゼリス (Augustinas Idzelis)
- 2018年– - クリスティナ・ラピエニーテ (Kristina Lapienyte)

## 協力機関
- イリノイ大学シカゴ校
- ヴィリニュス大学
- ヴィータウタス・マグヌス大学
- クライペダ大学
- リトアニア国立マルティーナス・マジュヴィーダス図書館